# Pro Bowl 2004
Match précédent Match suivant
Le AFC-NFC Pro Bowl 2004 est le Match des étoiles de football américain de la National Football League pour la saison 2003. Il se joue au Aloha Stadium d'Honolulu le 8 février 2004 entre les meilleurs joueurs des deux conférences de la NFL, la National Football Conference et l'American Football Conference. La rencontre est remportée sur le score de 55 à 52 par l'équipe représentant l'National Football Conference.

## Équipe de l'AFC
C'est Tony Dungy, entraîneur principal des Colts d'Indianapolis qui dirigera l'équipe de l'AFC.

### Attaque
| Position         | Titulaires                                         | Réserves                                            | Remplaçants               |
| ---------------- | -------------------------------------------------- | --------------------------------------------------- | ------------------------- |
| Quarterback      | 9 Steve McNair, Titans                             | 10 Trent Green, Chiefs 18 Peyton Manning, Colts     |                           |
| Running back     | 31 Jamal Lewis, Ravens                             | 31 Priest Holmes, Chiefs 26 Clinton Portis, Broncos |                           |
| Fullback         | 49 Tony Richardson, Chiefs                         |                                                     |                           |
| Wide receiver    | 88 Marvin Harrison, Colts 85 Chad Johnson, Bengals | 85 Derrick Mason, Titans 86 Hines Ward, Steelers    |                           |
| Tight end        | 88 Tony Gonzalez, Chiefs                           | 86 Todd Heap, Ravens                                |                           |
| Offensive tackle | 75 Jonathan Ogden, Ravens 77 Willie Roaf, Chiefs b | 71 Willie Anderson, Bengals c                       | 72 Brad Hopkins, Titans a |
| Offensive guard  | 66 Alan Faneca, Steelers 68 Will Shields, Chiefs   | 79 Ruben Brown, Bills                               |                           |
| Center           | 68 Kevin Mawae, Jets                               | 66 Tom Nalen, Broncos                               |                           |

### Défense
| Position           | Titulaires                                             | Réserves                   | Remplaçants                    |
| ------------------ | ------------------------------------------------------ | -------------------------- | ------------------------------ |
| Defensive end      | 93 Dwight Freeney, Colts 93 Adewale Ogunleye, Dolphins | 92 Shaun Ellis, Jets       |                                |
| Defensive tackle   | 93 Richard Seymour, Patriots 99 Marcus Stroud, Jaguars | 98 Casey Hampton, Steelers |                                |
| Outside linebacker | 58 Peter Boulware, Ravens b 51 Takeo Spikes, Bills     | 53 Keith Bulluck, Titans c | 55 Willie McGinest, Patriots a |
| Inside linebacker  | 52 Ray Lewis, Ravens                                   | 54 Zach Thomas, Dolphins   | 56 Al Wilson, Broncos a        |
| Cornerback         | 24 Ty Law, Patriots 23 Patrick Surtain, Dolphins       | 21 Chris McAlister, Ravens |                                |
| Free safety        | 20 Ed Reed, Ravens                                     |                            |                                |
| Strong safety      | 31 Brock Marion, Dolphins                              | 21 Jerome Woods, Chiefs    |                                |

### Équipes spéciales
| Position            | Titulaires                  | Réserves | Remplaçants              |
| ------------------- | --------------------------- | -------- | ------------------------ |
| Punter              | 15 Craig Hentrich, Titans   |          |                          |
| Placekicker         | 13 Mike Vanderjagt, Colts   |          |                          |
| Kick returner       | 82 Wes Welker, Dolphins     |          |                          |
| Special teamer (en) | 96 Adalius Thomas, Ravens b |          | 55 Gary Stills, Chiefs a |

## Equipe de la NFC
C'est Andy Reid, entraîneur principal des Eagles de Philadelphie qui dirigera l'équipe de l'NFC.

### Attaque
| Position         | Titulaires                                       | Réserves                                                 | Remplaçants                                                       |
| ---------------- | ------------------------------------------------ | -------------------------------------------------------- | ----------------------------------------------------------------- |
| Quarterback      | 11 Daunte Culpepper, Vikings                     | 4 Brett Favre, Packers b 5 Donovan McNabb, Eagles b      | 8 Matt Hasselbeck, Seahawks a 10 Marc Bulger, Rams a              |
| Running back     | 30 Ahman Green, Packers                          | 48 Stephen Davis, Panthers 26 Deuce McAllister, Saints b | 37 Shaun Alexander, Seahawks a                                    |
| Fullback         | 40 Fred Beasley, 49ers                           |                                                          |                                                                   |
| Wide receiver    | 81 Torry Holt, Rams 84 Randy Moss, Vikings b     | 81 Anquan Boldin, Cardinals c 81 Terrell Owens, Eagles b | 87 Keenan McCardell, Buccaneers a 80 Laveranues Coles, Redskins a |
| Tight end        | 83 Alge Crumpler, Falcons                        | 80 Jeremy Shockey, Giants b                              | 88 Bubba Franks, Packers a                                        |
| Offensive tackle | 76 Flozell Adams, Cowboys 76 Orlando Pace, Rams  | 71 Walter Jones, Seahawks                                |                                                                   |
| Offensive guard  | 73 Larry Allen, Cowboys 62 Marco Rivera, Packers | 65 LeCharles Bentley, Saints b                           | 76 Steve Hutchinson, Seahawks a                                   |
| Center           | 57 Olin Kreutz, Bears b                          | 78 Matt Birk, Vikings c                                  | 58 Mike Flanagan, Packers a                                       |

### Défense
| Position           | Titulaires                                                   | Réserves                     | Remplaçants                                                   |
| ------------------ | ------------------------------------------------------------ | ---------------------------- | ------------------------------------------------------------- |
| Defensive end      | 97 Simeon Rice, Buccaneers b 92 Michael Strahan, Giants      | 91 Leonard Little, Rams c    | 94 Kabeer Gbaja-Biamila, Packers a 93 Mike Rucker, Panthers a |
| Defensive tackle   | 97 La'Roi Glover, Cowboys 77 Kris Jenkins, Panthers          | 99 Warren Sapp, Buccaneers b | 90 Corey Simon, Eagles a                                      |
| Outside linebacker | 56 LaVar Arrington, Redskins 55 Derrick Brooks, Buccaneers b | 98 Julian Peterson, 49ers c  | 52 Dexter Coakley, Cowboys a                                  |
| Inside linebacker  | 54 Brian Urlacher, Bears                                     | 56 Keith Brooking, Falcons   |                                                               |
| Cornerback         | 24 Champ Bailey, Redskins 32 Dré Bly, Lions                  | 23 Troy Vincent, Eagles      |                                                               |
| Free safety        | 21 Corey Chavous, Vikings                                    |                              |                                                               |
| Strong safety      | 31 Roy Williams, Cowboys                                     | 35 Aeneas Williams, Rams     |                                                               |

### Équipes spéciales
| Position            | Titulaires                  | Réserves | Remplaçants |
| ------------------- | --------------------------- | -------- | ----------- |
| Punter              | 10 Todd Sauerbrun, Panthers |          |             |
| Placekicker         | 14 Jeff Wilkins, Rams       |          |             |
| Kick returner       | 23 Jerry Azumah, Bears      |          |             |
| Special teamer (en) | 85 Alex Bannister, Seahawks |          |             |

Notes :
a Remplacé en sélection à la suite d'une blessure ou désistement
b Joueur blessé; sélectionné mais n'a pas joué
c Titulaire remplacé; sélectionné comme réserve

## Sélections par équipe
| Équipe AFC                         | Sélections | Équipe NFC                    | Sélections |
| ---------------------------------- | ---------- | ----------------------------- | ---------- |
| Chiefs de Kansas City              | 9          | Packers de Green Bay          | 6          |
| Ravens de Baltimore                | 8          | Rams de Saint-Louis           | 6          |
| Titans du Tennessee                | 5          | Cowboys de Dallas             | 5          |
| Colts d'Indianapolis               | 4          | Seahawks de Seattle           | 5          |
| Dolphins de Miami                  | 4          | Panthers de la Caroline       | 4          |
| Broncos de Denver                  | 3          | Vikings du Minnesota          | 4          |
| Patriots de la Nouvelle-Angleterre | 3          | Buccaneers de Tampa Bay       | 4          |
| Steelers de Pittsburgh             | 3          | Bears de Chicago              | 3          |
| Bills de Buffalo                   | 2          | Eagles de Philadelphie        | 3          |
| Bengals de Cincinnati              | 2          | 49ers de San Francisco        | 3          |
| Jets de New York                   | 2          | Redskins de Washington        | 3          |
| Jaguars de Jacksonville            | 1          | Falcons d'Atlanta             | 2          |
| Browns de Cleveland                | 0          | Saints de La Nouvelle-Orléans | 2          |
| Texans de Houston                  | 0          | Giants de New York            | 2          |
| Raiders d'Oakland                  | 1          | Cardinals de l'Arizona        | 1          |
| Chargers de San Diego              | 0          | Lions de Détroit              | 1          |